# Tingena ancogramma
Tingena ancogramma är en fjärilsart som först beskrevs av Edward Meyrick 1919.  Tingena ancogramma ingår i släktet Tingena och familjen praktmalar. Inga underarter finns listade i Catalogue of Life.